# Agust och Lotta
Agust och Lotta, även känd som Agust, är en svensk tecknad serie skapad av Elov Persson 1928. Serien om det äkta och grälsjuka paret är därmed en av de äldsta svenska tecknade serierna som fortfarande nytillverkas. Serien har senare producerats av Elovs son Ingvar Persson (1970–1997) och därefter av dennes dotter Bia Melin (från 1997).

## Handling
Agusts och Lottas efternamn är Vråk. Agust är hemmansägare och kort till växten. De är ett strävsamt par, trots att de den mesta delen av tiden ägnar sig åt att gräla med varandra. Denna syssla inleddes redan tidigt i äktenskapet, och på bröllopet var brödkavlar de enda presenterna. Brödkaveln är i serien ett flitigt tillhygge i attacker eller hot från Lottas sida.
Agust kan definieras som toffelhjälte, i en relation där hustrun Lotta är den längre och mer dominanta parten. På senare år har attacker medelst brödkavel blivit mindre vanliga.
En av bifigurerna är Russinkvist, som agerar nästan som en friare till Lotta. Han bär ständigt portfölj.
Serien utspelar sig på den fiktiva orten Dunderhyttan med osäker geografisk placering. Det finns dock koppling till Gästrikland, genom att alla tre inblandade serieskapare vuxit upp och bott i landskapet.

## Historik

### Tidiga år
Debuten skedde i veckotidningen Veckans Magasin. Vid den tiden bodde Elov Persson i Storvik i Gästrikland. Persson startade serien, efter att han året före lanserat Kronblom, vilket ledde till önskemål från förlaget om ytterligare en serie.
Till en början handlade serien om ungkarlen Agust, som ägnade mesta energi åt konsumtion av alkohol, vistelse på dansbanor och kortspelande. Giftermålet med Lotta föregicks av att Agust lät publicera en äktenskapsannons.
Senare flyttade serien till Hela Världen och dess efterföljare Min värld.

### Flytt, Ingvar tar över
Elov Persson flyttade senare till Torsåker, där han fortsatte produktionen av serien fram till sin sista dag i livet. Han avled 9 juli 1970, dagen före sin 76-årsdag, då han drabbats av en hjärtattack under en fisketur med sonen Ingvar. Elov efterlämnade då ett ofärdigt avsnitt av serien.
Serien togs därefter över av Ingvar. Redan tre år tidigare hade Elov Persson lämnat över tecknandet av serien Kronblom till den andre sonen Gunnar, varefter den serien och dess huvudfigur fått en starkare anknytning till Gunnar Perssons bostadsort Örebro.
Vid faderns död arbetade Ingvar Persson som skogvaktare i Riddarhyttan i Västmanland. Han hade inte sysslat med tecknande på cirka tjugo års tid, och till en början såg han serieskapandet mer som hobby eller extraknäck.
Senare skapade Ingvar Persson sin egen serie Frid och Fröjd, med handlingen kretsande kring de båda jägar- och fiskarkompisarna med samma namn. 1975 fick Persson sin första roman utgiven, och samtidigt slutade han arbetet i skogen för att övergå till en tillvaro som serieskapare och författare på heltid. Därefter har han dessutom producerat en mängd teaterpjäser.
I början av 1980-talet flyttade Agust och Lotta till den landsbygdsorienterade veckotidningen Land.

### Från Ingvar till Bia
Ingvar Persson lämnade 1997 i sin tur över hela produktionen av Agust och Lotta till sin dotter Bia Melin, som dessförinnan skolats in i serieskapandet.
En tid efter att Melin tagit över serietecknandet, ville Land-redaktionen modernisera tidningen – inklusive att låta paret Agust och Lotta bli mindre grälsjuka. Då Melin vägrade förändra seriens grundkoncept, slutade tidningen publicera serien. Detta ledde dock till starka protester från delar av tidningens prenumerantkår, och efter några månader återinfördes serien i tidningen igen.
Hemma hos Agust och Lotta finns det numera TV-apparat, men de värmer fortfarande upp huset med ved.
Nya avsnitt publiceras numera i Land och gamla avsnitt återpubliceras i de årliga julalbumen. 2017 var sista året som Agust och Lotta kom ut som julalbum. Serien har även publicerats i serietidningarna 91:an och Åsa-Nisse.